# Llista d'asteroides/181801-181900
| Nom      | Designació provisional | Data de descobriment   | Lloc de descobriment | Descobridor/s                           |
| -------- | ---------------------- | ---------------------- | -------------------- | --------------------------------------- |
| 181801 - | 1998 QD22              | 17 d'agost de 1998     | Socorro              | LINEAR                                  |
| 181802 - | 1998 QZ27              | 26 d'agost de 1998     | Kitt Peak            | Spacewatch                              |
| 181803 - | 1998 QY73              | 24 d'agost de 1998     | Socorro              | LINEAR                                  |
| 181804 - | 1998 QO81              | 24 d'agost de 1998     | Socorro              | LINEAR                                  |
| 181805 - | 1998 QN88              | 24 d'agost de 1998     | Socorro              | LINEAR                                  |
| 181806 - | 1998 QT95              | 19 d'agost de 1998     | Socorro              | LINEAR                                  |
| 181807 - | 1998 QA97              | 19 d'agost de 1998     | Socorro              | LINEAR                                  |
| 181808 - | 1998 QY106             | 25 d'agost de 1998     | La Silla             | E. W. Elst                              |
| 181809 - | 1998 RN4               | 14 de setembre de 1998 | Socorro              | LINEAR                                  |
| 181810 - | 1998 RP14              | 14 de setembre de 1998 | Kitt Peak            | Spacewatch                              |
| 181811 - | 1998 RV14              | 14 de setembre de 1998 | Kitt Peak            | Spacewatch                              |
| 181812 - | 1998 RH24              | 14 de setembre de 1998 | Socorro              | LINEAR                                  |
| 181813 - | 1998 RC33              | 14 de setembre de 1998 | Socorro              | LINEAR                                  |
| 181814 - | 1998 RS41              | 14 de setembre de 1998 | Socorro              | LINEAR                                  |
| 181815 - | 1998 RX43              | 14 de setembre de 1998 | Socorro              | LINEAR                                  |
| 181816 - | 1998 RD55              | 14 de setembre de 1998 | Socorro              | LINEAR                                  |
| 181817 - | 1998 RL58              | 14 de setembre de 1998 | Socorro              | LINEAR                                  |
| 181818 - | 1998 RX58              | 14 de setembre de 1998 | Socorro              | LINEAR                                  |
| 181819 - | 1998 RM66              | 14 de setembre de 1998 | Socorro              | LINEAR                                  |
| 181820 - | 1998 SM2               | 18 de setembre de 1998 | Caussols             | ODAS                                    |
| 181821 - | 1998 SV7               | 20 de setembre de 1998 | Kitt Peak            | Spacewatch                              |
| 181822 - | 1998 SQ9               | 17 de setembre de 1998 | Xinglong             | Beijing Schmidt CCD Asteroid Program    |
| 181823 - | 1998 SK12              | 21 de setembre de 1998 | Višnjan Observatory  | Višnjan Observatory                     |
| 181824 - | 1998 SY35              | 24 de setembre de 1998 | Drebach              | J. Kandler, G. Lehmann                  |
| 181825 - | 1998 SR39              | 23 de setembre de 1998 | Kitt Peak            | Spacewatch                              |
| 181826 - | 1998 SP49              | 22 de setembre de 1998 | Bergisch Gladbach    | W. Bickel                               |
| 181827 - | 1998 SS50              | 26 de setembre de 1998 | Kitt Peak            | Spacewatch                              |
| 181828 - | 1998 SU58              | 17 de setembre de 1998 | Anderson Mesa        | LONEOS                                  |
| 181829 - | 1998 SY62              | 25 de setembre de 1998 | Xinglong             | Beijing Schmidt CCD Asteroid Program    |
| 181830 - | 1998 SG80              | 26 de setembre de 1998 | Socorro              | LINEAR                                  |
| 181831 - | 1998 SE84              | 26 de setembre de 1998 | Socorro              | LINEAR                                  |
| 181832 - | 1998 SZ87              | 26 de setembre de 1998 | Socorro              | LINEAR                                  |
| 181833 - | 1998 SW112             | 26 de setembre de 1998 | Socorro              | LINEAR                                  |
| 181834 - | 1998 SW116             | 26 de setembre de 1998 | Socorro              | LINEAR                                  |
| 181835 - | 1998 SU125             | 26 de setembre de 1998 | Socorro              | LINEAR                                  |
| 181836 - | 1998 SS149             | 26 de setembre de 1998 | Socorro              | LINEAR                                  |
| 181837 - | 1998 SF160             | 26 de setembre de 1998 | Socorro              | LINEAR                                  |
| 181838 - | 1998 SQ165             | 18 de setembre de 1998 | Catalina             | CSS                                     |
| 181839 - | 1998 TM3               | 14 d'octubre de 1998   | Socorro              | LINEAR                                  |
| 181840 - | 1998 TS12              | 13 d'octubre de 1998   | Kitt Peak            | Spacewatch                              |
| 181841 - | 1998 TD14              | 14 d'octubre de 1998   | Kitt Peak            | Spacewatch                              |
| 181842 - | 1998 TF16              | 15 d'octubre de 1998   | Caussols             | ODAS                                    |
| 181843 - | 1998 TK20              | 13 d'octubre de 1998   | Kitt Peak            | Spacewatch                              |
| 181844 - | 1998 TG29              | 15 d'octubre de 1998   | Kitt Peak            | Spacewatch                              |
| 181845 - | 1998 TS31              | 11 d'octubre de 1998   | Anderson Mesa        | LONEOS                                  |
| 181846 - | 1998 UG2               | 20 d'octubre de 1998   | Caussols             | ODAS                                    |
| 181847 - | 1998 UG10              | 16 d'octubre de 1998   | Kitt Peak            | Spacewatch                              |
| 181848 - | 1998 UT14              | 23 d'octubre de 1998   | Kitt Peak            | Spacewatch                              |
| 181849 - | 1998 UM17              | 17 d'octubre de 1998   | Xinglong             | Beijing Schmidt CCD Asteroid Program    |
| 181850 - | 1998 UA47              | 24 d'octubre de 1998   | Kitt Peak            | Spacewatch                              |
| 181851 - | 1998 UX48              | 17 d'octubre de 1998   | Anderson Mesa        | LONEOS                                  |
| 181852 - | 1998 VF27              | 10 de novembre de 1998 | Socorro              | LINEAR                                  |
| 181853 - | 1998 WT11              | 21 de novembre de 1998 | Socorro              | LINEAR                                  |
| 181854 - | 1998 WT12              | 21 de novembre de 1998 | Socorro              | LINEAR                                  |
| 181855 - | 1998 WT31              | 18 de novembre de 1998 | Kitt Peak            | M. W. Buie                              |
| 181856 - | 1998 XV3               | 9 de desembre de 1998  | Oizumi               | T. Kobayashi                            |
| 181857 - | 1998 XH6               | 8 de desembre de 1998  | Kitt Peak            | Spacewatch                              |
| 181858 - | 1998 XE7               | 8 de desembre de 1998  | Kitt Peak            | Spacewatch                              |
| 181859 - | 1998 XM10              | 8 de desembre de 1998  | Caussols             | ODAS                                    |
| 181860 - | 1998 XU20              | 10 de desembre de 1998 | Kitt Peak            | Spacewatch                              |
| 181861 - | 1998 XS33              | 14 de desembre de 1998 | Socorro              | LINEAR                                  |
| 181862 - | 1998 XF46              | 14 de desembre de 1998 | Socorro              | LINEAR                                  |
| 181863 - | 1998 XB100             | 12 de desembre de 1998 | Socorro              | LINEAR                                  |
| 181864 - | 1999 AQ9               | 10 de gener de 1999    | Xinglong             | Beijing Schmidt CCD Asteroid Program    |
| 181865 - | 1999 BP32              | 19 de gener de 1999    | Kitt Peak            | Spacewatch                              |
| 181866 - | 1999 CU12              | 14 de febrer de 1999   | Caussols             | ODAS                                    |
| 181867 - | 1999 CV118             | 10 de febrer de 1999   | Mauna Kea            | D. C. Jewitt, C. A. Trujillo, J. X. Luu |
| 181868 - | 1999 CG119             | 11 de febrer de 1999   | Mauna Kea            | J. X. Luu, C. A. Trujillo, D. C. Jewitt |
| 181869 - | 1999 CA129             | 11 de febrer de 1999   | Socorro              | LINEAR                                  |
| 181870 - | 1999 CJ145             | 8 de febrer de 1999    | Kitt Peak            | Spacewatch                              |
| 181871 - | 1999 CO153             | 12 de febrer de 1999   | Mauna Kea            | C. A. Trujillo, J. X. Luu, D. C. Jewitt |
| 181872 - | 1999 FL90              | 21 de març de 1999     | Apache Point         | SDSS                                    |
| 181873 - | 1999 GY12              | 12 d'abril de 1999     | Kitt Peak            | Spacewatch                              |
| 181874 - | 1999 HW11              | 18 d'abril de 1999     | Kitt Peak            | Kitt Peak                               |
| 181875 - | 1999 JC131             | 13 de maig de 1999     | Socorro              | LINEAR                                  |
| 181876 - | 1999 JC135             | 12 de maig de 1999     | Socorro              | LINEAR                                  |
| 181877 - | 1999 LZ33              | 11 de juny de 1999     | Catalina             | CSS                                     |
| 181878 - | 1999 OT                | 17 de juliol de 1999   | Bergisch Gladbach    | W. Bickel                               |
| 181879 - | 1999 PE2               | 9 d'agost de 1999      | Prescott             | P. G. Comba                             |
| 181880 - | 1999 PE7               | 6 d'agost de 1999      | Cerro Tololo         | J. W. Parker                            |
| 181881 - | 1999 PB9               | 8 d'agost de 1999      | Anderson Mesa        | LONEOS                                  |
| 181882 - | 1999 RF14              | 7 de setembre de 1999  | Socorro              | LINEAR                                  |
| 181883 - | 1999 RO21              | 7 de setembre de 1999  | Socorro              | LINEAR                                  |
| 181884 - | 1999 RS28              | 8 de setembre de 1999  | Ondřejov             | L. Šarounová                            |
| 181885 - | 1999 RK32              | 9 de setembre de 1999  | Višnjan Observatory  | K. Korlević                             |
| 181886 - | 1999 RP32              | 9 de setembre de 1999  | Eskridge             | G. Bell, G. Hug                         |
| 181887 - | 1999 RB55              | 7 de setembre de 1999  | Socorro              | LINEAR                                  |
| 181888 - | 1999 RQ73              | 7 de setembre de 1999  | Socorro              | LINEAR                                  |
| 181889 - | 1999 RQ92              | 7 de setembre de 1999  | Socorro              | LINEAR                                  |
| 181890 - | 1999 RP96              | 7 de setembre de 1999  | Socorro              | LINEAR                                  |
| 181891 - | 1999 RD106             | 8 de setembre de 1999  | Socorro              | LINEAR                                  |
| 181892 - | 1999 RY145             | 9 de setembre de 1999  | Socorro              | LINEAR                                  |
| 181893 - | 1999 RC148             | 9 de setembre de 1999  | Socorro              | LINEAR                                  |
| 181894 - | 1999 RN153             | 9 de setembre de 1999  | Socorro              | LINEAR                                  |
| 181895 - | 1999 RM155             | 9 de setembre de 1999  | Socorro              | LINEAR                                  |
| 181896 - | 1999 RN161             | 9 de setembre de 1999  | Socorro              | LINEAR                                  |
| 181897 - | 1999 RK164             | 9 de setembre de 1999  | Socorro              | LINEAR                                  |
| 181898 - | 1999 RS168             | 9 de setembre de 1999  | Socorro              | LINEAR                                  |
| 181899 - | 1999 RM178             | 9 de setembre de 1999  | Socorro              | LINEAR                                  |
| 181900 - | 1999 RX212             | 9 de setembre de 1999  | Socorro              | LINEAR                                  |